# Guanitoksyna
Guanitoksyna, anatoksyna-a(S) – jedna z najsilniejszych naturalnie występujących neurotoksyn wytwarzanych przez niektóre gatunki słodkowodnych sinic. Po podaniu drogą dootrzewnową powoduje śmierć myszy laboratoryjnych w przeciągu kilku minut, a wypicie przez krowę kilku litrów wody zawierającej guanitoksynę prowadzi do jej śmierci w ciągu sekund.

## Właściwości
Jest cykliczną pochodną N-hydroksyguanidyny zestryfikowaną kwasem fosforowym, zawierającym dodatkowo grupę metylową jako drugą grupę estrową. Struktura ta jest analogiczna do budowy typowych syntetycznych insektycydów fosforanoorganicznych (takich jak np. malation, paration, paraokson, fizostygmina) i paralityczno-drgawkowych bojowych środków trujących (np. sarinu). Z tego powodu jest badana jako możliwy naturalny środek owadobójczy. Nie wykazuje działania karcynogennego.
Ulega relatywnie szybkiemu rozkładowi pod wpływem wysokiego pH, promieniowania słonecznego oraz temperatury powyżej 40 °C.

## Toksyczność
Głównym mechanizmem działania guanitoksyny jest nieodwracalna inhibicja acetylocholinoesterazy, powodująca nadmiar acetylocholiny w przywspółczulnym oraz obwodowym układzie nerwowym, prowadzący do zatrucia poprzez pobudzenie receptorów nikotynowych (drżenie mięśni, drżenie pęczkowe, konwulsje i niewydolność oddechowa) i muskarynowych (ślinotok, łzawienie oraz nietrzymanie moczu i stolca). Podanie atropiny zmniejsza objawy muskarynowe, natomiast nieskuteczne jest leczenie oksymami.